# Веселий випадок по дорозі на Форум
«Веселий випадок по дорозі до суду» (A Funny Thing Happened on the Way to the Forum) — комедійний мюзикл Річарда Лестера 1966 року.

## Сюжет
Пседолус — самий ледачий раб Риму, хоче купити собі право на свободу. Випадково він дізнається, що молодий господар закоханий в прекрасну дівчину з дому великого работорговця, чия «спеціалізація» — вродливі жінки. Пседолус укладає парі — він доставить дівчину взамін на свою свободу.

## У ролях
- Зеро Мостел —  Пседолус
- Філ Сілверс —  Маркус Лікус
- Бастер Кітон —  Ероніус
- Майкл Кроуфорд —  Герой
- Джек Гілфорд —  Гістеріум
- Аннетт Андре —  Філія
- Майкл Хордерн —  Сенекс
- Леон Грін —  капітан Майлс Глоріосус
- Рой Кіннер —  інструктор гладіаторів
- Елфі Бесс —  сторож

## Пісні
- «Comedy Tonight» — Пседолус і компанія
- «Lovely» — Філія і Герой
- «Everybody Ought to Have a Maid» — Пседолус, Сенекіс, Лікус і Гістеріум
- «Bring Me My Bride» — Майлс Глоріосус і компанія
- «Lovely» — Пседолус і Гістеріум
- «Funeral Sequence» — Пседолус, Майлс Глоріосус і компанія
- «Finale» — компанія

Пісні з оригінальної бродвейської версії, які були вирізані для фільму: «Love I Hear» (Герой), «Free» (Пседолус і Герой), «Pretty Little Picture» (Пседолус, Герой, Філія), «I'm Calm» (Пседолус), «Impossible»
(Сенекс і Герой), «That Dirty Old Man» (Доміна) і «That'll Show Him» (Філія).